# パップスの六角形定理

パップスの六角形定理:六角形AbCaBcに対して、点X,Y,Zが共線である（パップス線）。

アフィン形式のパップスの定理

パップスの定理またはパップスの六角形定理（パップスのろっかくけいていり、英: Pappus's hexagon theorem）とはアレキサンドリアのパップスの名を冠する定理の一つである。
- 点A, B, Cとa, b, cがそれぞれ共線であるとき、AbとaBの交点をX、AcとaCの交点をY、BcとbCの交点Zとして、X, Y, Zは共線である。またこの線をパップス線（Pappus line）という。またX, Y, Zは六角形AbCaBcの3本の主対角線[2]の交点である。

この定理は任意の射影平面上で成立するが、非可換体上では成立しない。パップスの定理の成り立つ射影平面はパップス平面（pappian planes）と呼ばれる。
先述の六角形AbCaBcについて、Ab ∥ aB, Bc ∥ bCならば（パップス線uは無限遠直線となって）2番目の図の様に、アフィン幾何学におけるパップスの定理を得る。
パップス線uと直線g, hが共点ならば、little version of Pappus's theoremを得る。
交点定理によれば、共点な直線A, B, Cと、A, B, Cとは異なる点で共点な直線a, b, cにおいて、直線の交点A ∩ bとa ∩ Bを結ぶ直線をX、A ∩ cとa ∩ Cを結ぶ直線をy、B ∩ cとb ∩ Cを結ぶ直線をzとすれば、x, y, zは共点である（∩で2直線の交点を示す）。
パップスの定理はパスカルの定理の特別な場合である。パスカルの定理に出現する円錐曲線を2直線に退化させれば、パップスの定理を得る。パスカルの定理はまた、ケイリー＝バッハラッハの定理の特別な場合である。
パップス配置はパップスの定理に出現する9つの点と直線の配置である。一般には、パップス線は直線ABCとabcの交点を通らない。 この配置は自己双対性を持つ。したがって直線Bc, bC, XYはx, y, zのような双対の性質を持ち、X, Y, Zの共線はBc, bC, XYの共点と対応する。パップス配置のレヴィグラフはパップスグラフと呼ばれる。パップスグラフは18個の頂点と27個の辺を持つ2部の距離正則なグラフである。

## 証明

パップスの定理の証明

アフィン形式で、ある座標設定でのパップスの定理が証明されれば、それを適当に射影することで、一般のパップスの定理を証明できる。
アフィン平面ではg ∦ hとg ∥ hを区別する必要がある。また、単純な証明のためには、座標設定を巧く行わなければならない。
場合1: g, hが点S = g ∩ hで交わる場合。図の様に座標を設定する。
{\displaystyle \;S=(0,0),\;A=(0,1),\;c=(1,0)\;}
{\displaystyle \;B=(0,\gamma ),\;C=(0,\delta ),\;\gamma ,\delta \notin \{0,1\}}
Bc ∥ Cbよりb = (δ/γ, 0)を、Ab ∥ Baよりa = (δ, 0)得る。故に、Caの傾きは−1であるから、Acと平行である。
場合2:g ∥ hである場合（小定理）。次の様に座標を設定する。
{\displaystyle \;c=(0,0),\;b=(1,0),\;A=(0,1),\;B=(\gamma ,1),\;\gamma \neq 0}
Ab ∥ Ba, cB ∥ bCから、C = (γ + 1, 1)とa = (γ + 1, 0)を得て、Ac ∥ Caが証明される。

## 同次座標を用いる証明
同次座標系で、点の座標を次のように設定する。
{\displaystyle C=(1,0,0),\;c=(0,1,0),\;X=(0,0,1),\;A=(1,1,1)}
直線AC, Ac, AXの方程式をそれぞれx2 = x3, x1 = x3, x2 = x1とすれば、点B, Y, bはある数p, q, rを用いて
{\displaystyle B=(p,1,1),\;Y=(1,q,1),\;b=(1,1,r)}
と書ける。直線XB, CY, cbの方程式はそれぞれx1 = x2p, x2 = x3q, x3 = x1rとなる。したがってこの3直線が一点aで交わることはrqp = 1と同値である。
直線Cb, cB,XYの方程式はそれぞれx2 = x1q, x1 = x3p, x3 = x2rとなり、一点Zで交わる条件はrqp = 1である。可換であるからpq = qp。ゆえにCb, cB,XYの共点の条件は他の8本の線が共点であることとなる。これは、X, Y, Zの共線と同値である。
この証明によって、パップスの定理の成立には可換性が必要であることが分かる。ドイツの数学者、ゲルハルト・ヘッセンベルクはデザルグの定理を含んでいることを示した。一般に、射影平面において、パップスの定理の成立と可換体であることは同値である。パップスの定理を含まない射影平面は非可換なデザルグ射影平面で、非デザルグ平面 である。
同次座標による証明はC, c, Xの共線は起こらないことを条件としている。C, c, Xが共線である場合は別の証明を用いる必要がある。

## 双対
射影幾何学の双対性よりパップスの定理の双対も成り立つ。
6本の直線A, b, C, a, B, cがG, Hを中心とする束を成すように選ぶ。
{\displaystyle X:=(A\cap b)(a\cap B),}
{\displaystyle Y:=(c\cap A)(C\cap a),}
{\displaystyle Z:=(b\cap C)(B\cap c)}
は点Uで共点である。左の図は射影幾何学、右の図はアフィン幾何学による表現である。アフィン幾何学の方ではG, Hは無限遠点である。UがGH上にあれば、パップスの定理の"dual little theorem"を得る。

射影形式の双対の定理
アフィン形式の双対の定理

アフィン形式の小定理で得る点UがGH上にある、つまり無限遠点である場合、トムセンの定理を得る。トムセンの図形は射影平面の公理の決定に大きな役割を果たす。トムセンの図形の閉形の証明は"little theorem"の証明により行われる。しかし、次のように、より簡単で直接的な証明も存在する。トムセンの定理の主張には接続、交差、平行のみが用いられるためにアフィン写像によって不変である。三角形の頂点の座標をP = (0, 0), Q = (1, 0), R = (0, 1)と置く。また最初の点を(0, λ)とする。6回の操作を経て最後の点が(0, λ)に戻ることを証明すればよい。

トムセンの図形（三角形PQRと点1, 2, 3, 4, 5, 6） 。
証明に用いる図

## パップスの定理の他の主張

△XcC, △BbYはA, a, Zで配景

パップスの定理とその双対の他の特徴づけに次の主張がある。
- 六角形の6つの頂点が3点ずつ2本の直線上にあるとき、六角形の主対角線の交点は共線である[8]。
- 9つの点を行列に書き直して、パーマネントとして評価する。1,2行目と、その6つの"対角"が共線ならば3行目も共線である。

つまり直線ABC, abc, AbZ, BcX, CaY, XbC, YcA, ZaBがあったとき、パップスの定理は直線X, Y, Zの存在を主張している。行列に双対の形式を当てはめると、(A, B, C)などは共点な直線となる。
- 2つの直線上にそれぞれ3つの異なる点があるとする。一方の直線上の点ともう一方の直線上の点を1対1に対応させる。このとき、対応していない点を結ぶ直線はある直線上で交わる[10]。
- 2つの三角形が2通りの対応で配景であるとき、3つ目の対応でも配景である[6]。AB, CD, EFが共点で且つDE ,FA, BCが共点ならば、AD, BE, CFも共点である[9]。

## 起源
これらの性質の最も早い形はパップスの著書のVIIの性質138,139,141,143で知られていた。また、これらの性質はエウクレイデスの Porisms の巻VIIの一部にある補題XII,XIII,XV,XVIIである。
エウクレイデスの書にある補題は今日では複比として知られる概念を用いて証明されている。また、先の3つの補題も利用されている。一つ目は補題IIIである。 (パップスの記述とは、GとΓ、DとΔ、JとΘ、LとΛが対応している)。 
3つの共点線AB, AG, ADがあって、JB, JEがJで交わっている。またKLはAZと平行である。このとき
KJ : JL :: (KJ : AG & AG : JL) :: (JD : GD & BG : JB)
である。これらは今日、等式として次の様に表される。
KJ/JL = (KJ/AG)(AG/JL) = (JD/GD)(BG/JB)
最右辺 (JD : GD と BG : JBの積) は、共線点J, G, D, Bに対して複比として知られるもので、(J, G; D, B)とも書かれる。つまりAで交わる3線のうち、JDの取り方は複比と無関係であることが示された。
(J, G; D, B) = (J, Z; H, E)
直線JEがAを通るどの辺（直線）にあたるかは重要ではない。特に図を変えれば、以下の様になることもある（補題X） 。
先述のように(J, G; D, B) = (J, Z; H, E)である。パップスはこれを証明しなかったが、 補題Xはこの構図の逆「2つの複比が等しく図の様にBE, DHがAで交わるとすれば、点G, A, Zは共線である」を表している。 
JK, AGが交わらない場合は複比を (J, ∞; K, L) = (J, G; D, B)の様に書くことができる。パップスはこれを補題XIで示している。
当時の記法では DE.ZH : EZ.HD :: GB : BEとなるが、これは
(D, Z; E, H) = (∞, B; E, G)
という表現に等しい。
次の図は補題XIIである。
この図は補題XIIIと意味する所は同じだがBA, DGが辺の延長にある点Nで交わっている。どのような場合でも、Gを通る直線がAを通る直線と交わっているとすれば (そして複比の不変性を利用すれば）、補題IIIとXIを次のように得る。
(G, J; E, H) = (G, D; ∞, Z)
Dを通る直線がBを通る直線と交わっているとすれば、
(L, D; E, K) = (G, D; ∞, Z)
を得る。したがって(E, H; J, G) = (E, K; D, L)である。また補題Xより、H, M, Kは共線である。これは、六角形ADEGBZの主対角線の交点の共線を表している。
補題XVとXVIIは、直線HK, BGの交点をMとして、A, M, Gの共線を示している。これは六角形BEKHZGの主対角線の交点の共線を示している。